# 方奕元
方奕元，香港節目主持人及女作家。英國文化研究及批判理論碩士，2001年香港理工大學設計學院畢業，2006年-2007年間任now寬頻電視新聞主播及節目主持人，離職後從商，成為註冊催眠治療師、個人成長培訓師。她曾被多次邀請出任大學及公開場合演講嘉賓，並為媒體撰寫專欄。曾與王冠一擔任該節目亞洲電視於2012年4月16日啟播的《國際財經視野》的主持。著有《女人‧最快樂》一書。

## 出版著作
| 《女人‧最快樂》 | 非凡出版 | ISBN 9789628930708 |